# دهستان ذوالبین
دهستان ذوالبین یکی از دهستان‌های استان آذربایجان شرقی است که در بخش یامچی شهرستان مرند واقع شده‌است.